# ND SatCom
Die ND SatCom GmbH mit Sitz in Immenstaad, Baden-Württemberg, ist ein aus den Unternehmen Dornier GmbH (später DASA) und Nortel Networks im Jahr 2000 hervorgegangenes Unternehmen, das satellitengestützte Lösungen für Breitband-VSAT, Rundfunk und militärische Kommunikationsnetzwerke anbietet.

## Geschichte
Der Vorläufer des Unternehmens, der Bereich „Satellitenkommunikation“ der DASA, war nach der deutschen Wiedervereinigung zum Großteil für den Aufbau der Kommunikationsinfrastruktur in Ostdeutschland verantwortlich. Mit der Gründung der Nortel Dasa 1995 wurden die gesamten Bodenstationsaktivitäten der DASA in den Bereich SatCom bei Nortel eingegliedert. 1997 begann SatCom in Deutschland mit der Entwicklung von militärischer Satellitenkommunikation.
Im Juli 2000 wurde aus dem Bereich SatCom der Nortel Dasa das eigenständige Tochterunternehmen ND SatCom ausgegründet. Anteilseigner waren bis Mitte 2006 die Augusta Technologie AG mit 74,9 % und SES Astra in Luxemburg. Nach Übernahme der Augusta-Anteile zu einem Preis von 35,6 Millionen Euro wurde ND SatCom eine 100%ige Tochter von SES Astra. 2000 hielt ND Satcom im TV-Bereich einen Marktanteil von über 70 % und war der führende Anbieter von VSAT-Netzen.
2011 erwarb Astrium, eine hundertprozentige Tochtergesellschaft von EADS (heute Airbus), eine Mehrheitsbeteiligung an ND SatCom. Anteilseigner waren initial Astrium (75,1 %) und SES Astra (24,9 %), später übernahm Astrium die ND SatCom zu 100 %.
Die ND SatCom GmbH eignete als Tochterunternehmen die ND SatCom Defence GmbH und war zu 25,1 % an der Milsat Services GmbH beteiligt.
Zum ersten April 2014 ging die ND SatCom GmbH samt ihrem Tochterunternehmen ND SatCom Products GmbH zu 100 % an Steffen Görig über, die ND SatCom Defence GmbH, die Beteiligungsgesellschaft Milsat Services GmbH sowie die ND SatCom Inc, Dallas/TX verblieben bei Airbus.
Neben der Unternehmenszentrale in Immenstaad am Bodensee verfügt das Unternehmen über weitere Produktionsstätten in Peking und Dubai und ist in insgesamt zehn Ländern mit eigenen Niederlassungen vertreten. Weltweit beschäftigt der Technologieanbieter heute mehr als 150 Mitarbeiter. Für das Großprojekt der Bundeswehr SATCOMBw liefert ND SatCom die Bodeninfrastruktur sowie technisch-logistische Unterstützungsleistungen für den Betrieb.
Das Tochterunternehmen ND SatCom Products GmbH ist für die Entwicklung und Vermarktung der SKYWAN-VSAT-Produkte weltweit verantwortlich.

## Vorwürfe
Im Oktober 2023 wurden Vorwürfe bekannt, nach denen ND SatCom Produkte an das Militär von Myanmar geliefert haben soll. Dies soll – laut ZDF – auch in Pressemitteilungen angegeben worden sein. Da entsprechende Sanktionen/Embargos bestehen, würden diese Lieferungen einen klaren Rechtsverstoß darstellen.